# Slowakisering
Slowakisering is een term die gebruikt wordt voor het geheel van maatregelen ter culturele assimilatie van minderheden aan de Slowaakse cultuur en taal. Dit betrof met name de Hongaarse minderheid in Slowakije, maar ook de Duitse, Joodse, Poolse en Roetheense minderheden.

## Hongaren

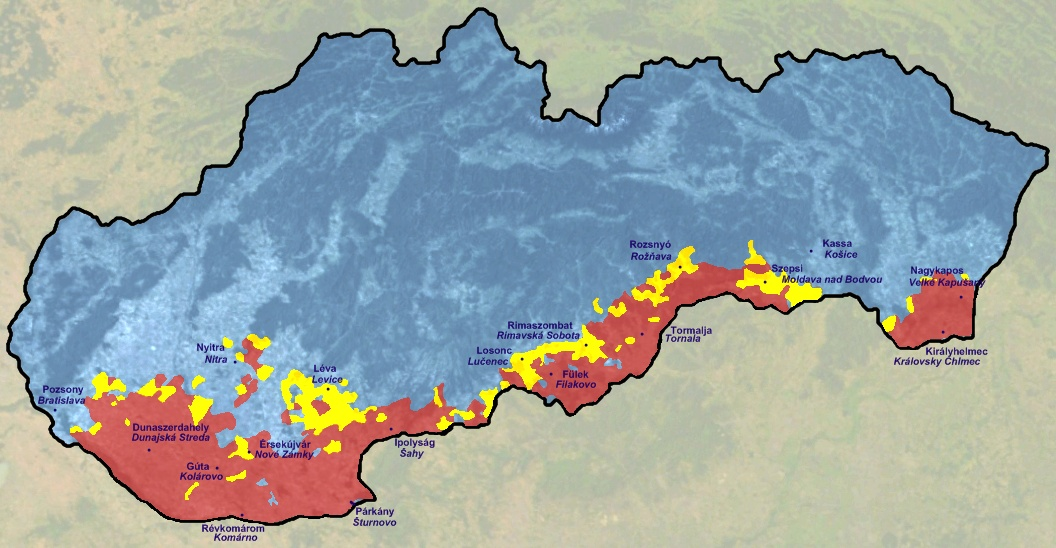
Door Hongaren bewoonde gebieden in Slowakije. De Hongaren zijn de grootste minderheid in Slowakije; 458 467 personen verklaarden Hongaar te zijn in 2011, dit is 8,49% van de totale bevolking.
50-100%
10-50%
0-10%

De Hongaren die nu het zuiden van Slowakije bewonen waren tot het Verdrag van Trianon dat in 1920 van kracht werd, inwoners van het Hongaarse deel van Oostenrijk-Hongarije. Bij het trekken van de grenzen voor het nieuwe land Tsjecho-Slowakije kwamen 700.000 etnische Hongaren van de ene op de andere dag in een ander land te wonen. Een land dat al direct weinig positief was over de Duitstalige en Hongaarse minderheden die het binnen haar grenzen had. De Hongaren en Oostenrijkers waren immers de overheersende partijen geweest in de Donaumonarchie waarbinnen de Tsjechen en Slowaken onderwerp waren van onderdrukking. Het sentiment was dat het nieuwe land Tsjecho-Slowakije zou moeten worden ontdaan van de Duitstalige en Hongaarse elementen. Hongaarse scholen en universiteiten werden gesloten en vele Hongaren voelden de druk om te vertrekken naar het sterk verkleinde nieuwe Hongarije. Na het uitbreken van de Tweede Wereldoorlog kwam er even rust voor de Hongaren toen tijdens de Eerste Scheidsrechterlijke Uitspraak van Wenen  in 1938 de strook die bewoond werd door Hongaren werd toegedeeld aan Hongarije. Maar na 1945 werd deze landstrook weer afgenomen van Hongarije en was de situatie er voor de Hongaarse bevolking niet beter op geworden. De Hongaren waren immers samen met de Duitsers de verliezers van de oorlog en zouden boete moeten doen. Direct waren er plannen voor een volledige uitzetting van alle Hongaren en Duitstaligen in Tsjecho-Slowakije. Voor de Duitsers in de Sudeten werd dit een feit, de Hongaren kwamen met de schrik vrij. Wel werd er in de jaren 1947 en 1948 een gedwongen bevolkingsruil tussen Hongarije en Tsjecho-Slowakije uitgevoerd zie: Tsjechoslowaaks-Hongaarse bevolkingsruil. Vele Slowaken uit Hongarije werden geruild met Hongaren uit het Slowaakse deel van Tsjecho-Slowakije. Van oudsher Hongaarse steden als Bratislava(Pozsony) en Kosice(Kassa) verloren hiermee hun Hongaarse karakter definitief.

## Plaatsnamen
Een belangrijk element is het Slowaaks maken van plaatsnamen. Dit werd met name ingegeven door het gegeven dat de plaatsnamen van etnische Hongaarse gemeenschappen in het zuiden van Slowakije een weinig Slowaaks karakter hadden.

### Voorbeelden
In 1948 werden een groot aantal plaatsen in het zuiden van Slowakije (etnisch Hongaars gebied) voorzien van nieuwe namen die verwezen naar personen uit de Slowaakse nationalistische beweging zoals: 
- Bős → Gabčíkovo
- Cseklész → Bernolákovo
- Dénesd → Jánošíková
- Diószeg → Sládkovičovo
- Gúta → Kolárovo
- Gutor → Hamuliakovo
- Ógyalla → Hurbanovo
- Pered → Tešedíkovo
- Salgó → Svätoplukovo
- Szap → Palkovičovo (sindsdien ingetrokken, nu Sap)
- Szete → Kubáňovo
- Tornalja → Šafárikovo (sindsdien ingetrokken, nu Tornaľa)
- Tótmegyer → Palárikovo
- Ürmény → Mojmírovce.

## Nieuwe nederzettingen
Om het Hongaarstalige gebied in het zuiden van Slowakije wat te doorbreken werden er ook meerdere nieuwe nederzettingen gesticht met een Slowaakse bevolking.
Voorbeelden daarvan zijn:
- Lipové
- Mudroňovo
- Šrobárová